# Liolaemus choique
Espèce
Statut de conservation UICN

 LC  : Préoccupation mineure
Liolaemus choique est une espèce de sauriens de la famille des Liolaemidae.

## Répartition
Cette espèce est endémique de la province de Mendoza en Argentine.

## Étymologie
Cette espèce est nommée en référence au lieu de sa découverte, Paso el Choique.

## Publication originale
- Abdala, Quinteros, Scrocchi & Stazzonelli, 2010 : Three new species of the Liolaemus elongatus group (Iguania: Liolaemidae) from Argentina. Cuadernos de herpetología, vol. 24, no 2, p. 93-109 (texte intégral).